# Friedrich Schumann
Friedrich Schumann (1863-1940) fue un psicólogo alemán.

## Trayectoria
Friedrich Schumann se graduó en 1892 con Georg Elias Müller en Gotinga. Desde 1894 a 1905, fue ayudante de Carl Stumpf en Berlín, y en 1904, fue uno de los miembros fundadores de la "Sociedad de Psicología Experimental" (renombrada en 1912 como "Sociedad Psicológica Alemana") en Giessen. De 1905 a 1910, fue profesor de filosofía y director del laboratorio psicológico en Zúrich. 
Tras la muerte de Hermann Ebbinghaus (1909), fue coeditor de la revista "Journal of psychology and physiology of the senses". A partir de 1910 (y hasta 1929), dirigió el Instituto de Psicología en Frankfurt, cuyo laboratorio de psicología experimental vería la eclosión de la psicología de la Gestalt a través de autores como Max Wertheimer, Kurt Goldstein, Wolfgang Köhler o Kurt Koffka.
En 1938, fue elegido miembro de la Deutsche Akademie der Naturforscher Leopoldina.